# Pseudaclytia opponens
Pseudaclytia opponens är en fjärilsart som beskrevs av Walker 1864. Pseudaclytia opponens ingår i släktet Pseudaclytia och familjen björnspinnare. Inga underarter finns listade i Catalogue of Life.